# Raïon Baïkalien
Le raïon Baïkalien (en russe : Прибайкальский район, Pribaïkalski raïon, en bouriate : Байгал шадарай аймаг, Baigal Shadaray Aïmag) est une subdivision administrative (raïon) de la république de Bouriatie, en Russie. Son centre administratif est le village de Tourountaïevo, et sa population s'élevait à 25 878 habitants en 2022. Il s'étend sur le centre de la côte orientale du Baïkal, et il doit d'ailleurs son nom au lac qu'il borde. Le raïon une importante zone touristique dans la république sur le littoral du Baïkal, un site inscrit au patrimoine mondial de l'UNESCO.

## Nom
Le nom du raïon en russe, Прибайкальский район (Pribaïkalski raïon) vient du lac Baïkal adjacent. « При » (pri) signifie « près de » ou « lès  » en russe, le nom du raïon pouvant ainsi être traduit en « raïon Baïkalien », « raïon du Baïkal », « raïon près du Baïkal » ou en « raïon-lès-Baïkal ».

## Géographie

### Caractéristiques
Le raïon Baïkalien est un raïon sur la côte orientale du Baïkal, en Sibérie orientale. Il est limitrophe des raïons de Kabansk au sud-ouest et d'Ivolguinsk au sud. De plus, il est frontalier au sud-est du raïon de Zagraïevo, et du raïon de Khorinsk à l'est. Au nord-est, il est limitrophe du raïon de Baount-Evenk et au nord du raïon de Bargouzine. Il est aussi limitrophe par le lac du raïon d'Olkhon, qui lui se situe dans l'oblast d'Irkoutsk. Il est long du sud-ouest au nord-est d'environ 300 kilomètres, et de 55 kilomètres sur un axe inverse.
L'extrémité occidentale est situé au point 52° 11′ 46″ N, 106° 57′ 43″ E, au nord de Mostovka. Le point le plus au sud du raïon est lui aux coordonnées 51° 55′ 06″ N, 107° 09′ 36″ E, sur la ligne de crête des monts Khamar-Daban. L'extrémité septentrionale, au point, 53° 23′ 11″ N, 109° 56′ 55″ E est-elle sur une ligne de crête des monts Ikat. Enfin, l'extrémité orientale est situé près du monts Khorkiat et près de la source de la rivière Tourka, aux coordonnées 53° 15′ 41″ N, 110° 41′ 38″ E. 

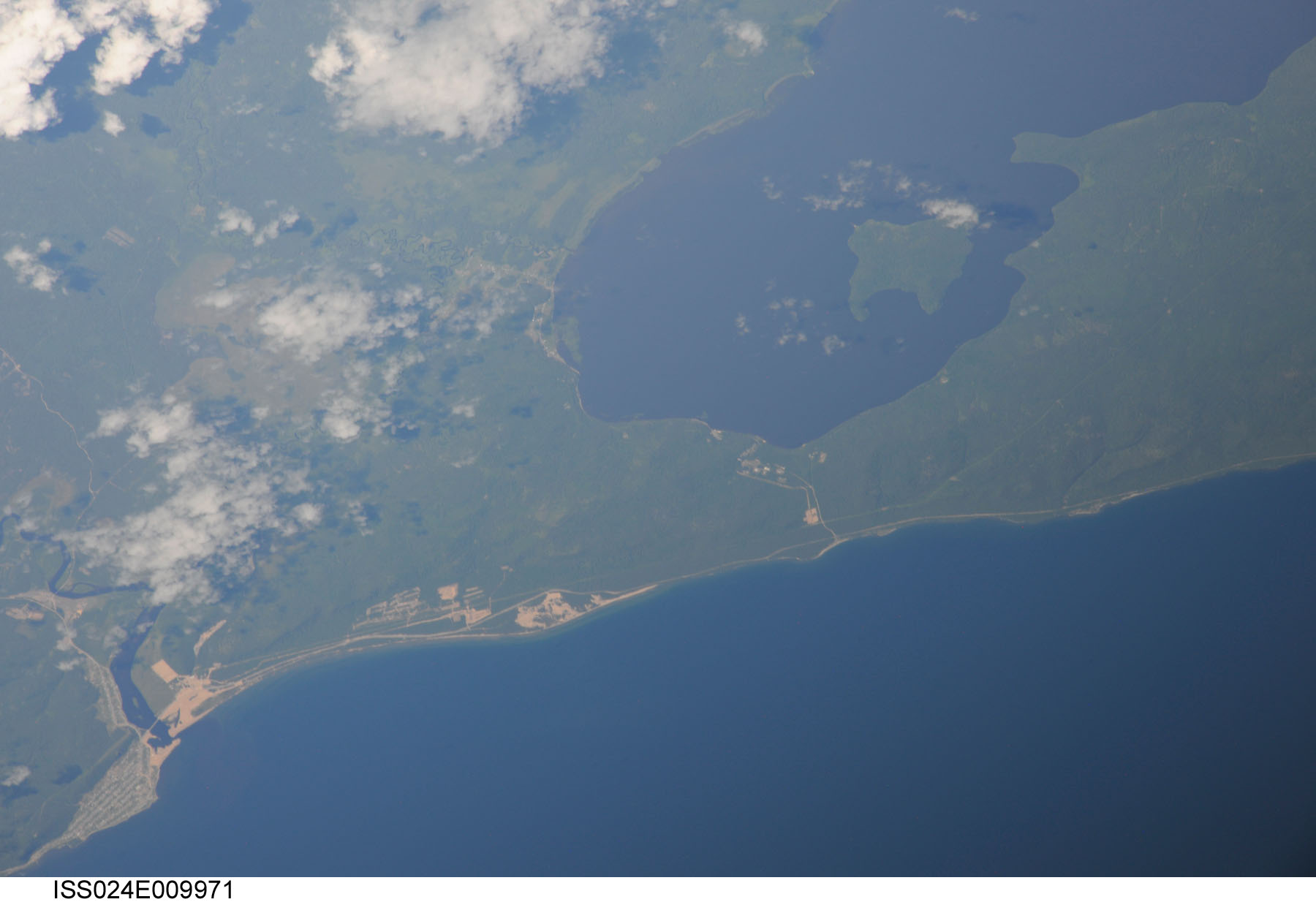
Centre du raïon avec Tourka en bas à gauche et le lac Kolok au centre.

La frontière du raïon suit au nord la crête d'Ikat, qui sépare le bassin versant de la rivière Tourka de celui de la Bargouzine. À l'extrême nord-est, le raïon a une queue de poêle pour englober totalement le bassin de la Tourka. Une fois atteint son extrémité orientale, la frontière redescend dans un axe nord-est sud-ouest, le long des montagnes Oulan-Bourgassi, avant d'arriver à la Selenga. De là, la frontière suit un peu la crête des monts Khamar-Daban, avant de se diriger la steppe de Koudara, puis de traverser la Selenga. De là, elle atteint la crête des monts maritimes, avant de finir par se jeter dans le lac. Enfin, la frontière suit la ligne médiane du lac, office de frontière avec le raïon d'Olkhon, avant de regagner terre.
La sismicité est forte, avec parfois des séismes de 8 à 9 sur l'échelle de Richter. Cette activité est due au rift Baïkal, et s'illustre par des sources thermales comme à Goriatchinsk, Ilyinka, Zolotoï Klioutchi ou à Gourouliovo.
Le relief du territoire est assez montagneux, avec une altitude comprise entre 600 et 2100 mètres au-dessus du niveau de la mer, soit de 250 à 1650 m au-dessus du lac Baïkal. Les principaux massifs sont le Khamar-Daban et les monts maritimes au sud-est, l'Oulan-Bourgassi à l'est, et la chaîne Ikat au nord.

### Hydrographie
La plus grande étendue d'eau est sans aucun doute la mer sacrée des Bouriates ; le lac Baïkal, qu'il borde sur toute sa partie nord-est. Il y a 124 km de littoraux sur le Baïkal dans le raïon, avec des plages comme à Gremiatchinsk et à Goriatchinsk. Outre ce lac, le plus grand entièrement situé dans le raïon est le lac Kotokel, au centre nord-est du raïon, d'une superficie de 60 km2. Il est long de plus de 14 kilomètres, et large d'environ 5 km. Sur le territoire du raïon se trouve aussi d'autres lacs bien plus petits dont le lac Kolok, le Petit Doukhovoïe, le Grand Doukhovoïe et autres.

Le principal cours d'eau se situe dans le sud du raïon avec la rivière Selenga, originaire de Mongolie et qui se jette dans le Baïkal, avec 50 kilomètres traversant le raïon. Les autres cours d'eau de la région sont la Tourka, longue de 272 kilomètres, l'Itantsa, longue de 85 km, la Kika et ses 70 km, l'Angir et ses 55 km. Entre 20 et 50 km de long se trouvent la Pianaïa, la Coma, la Grande Ounaleï, l'Irkilik, la Talovka et la Tsivilei. Toutes les rivières du raïon se jette dans le Baïkal, et font ainsi partie du bassin hydrologique de l'Ienisseï.

Paysages du raïon :
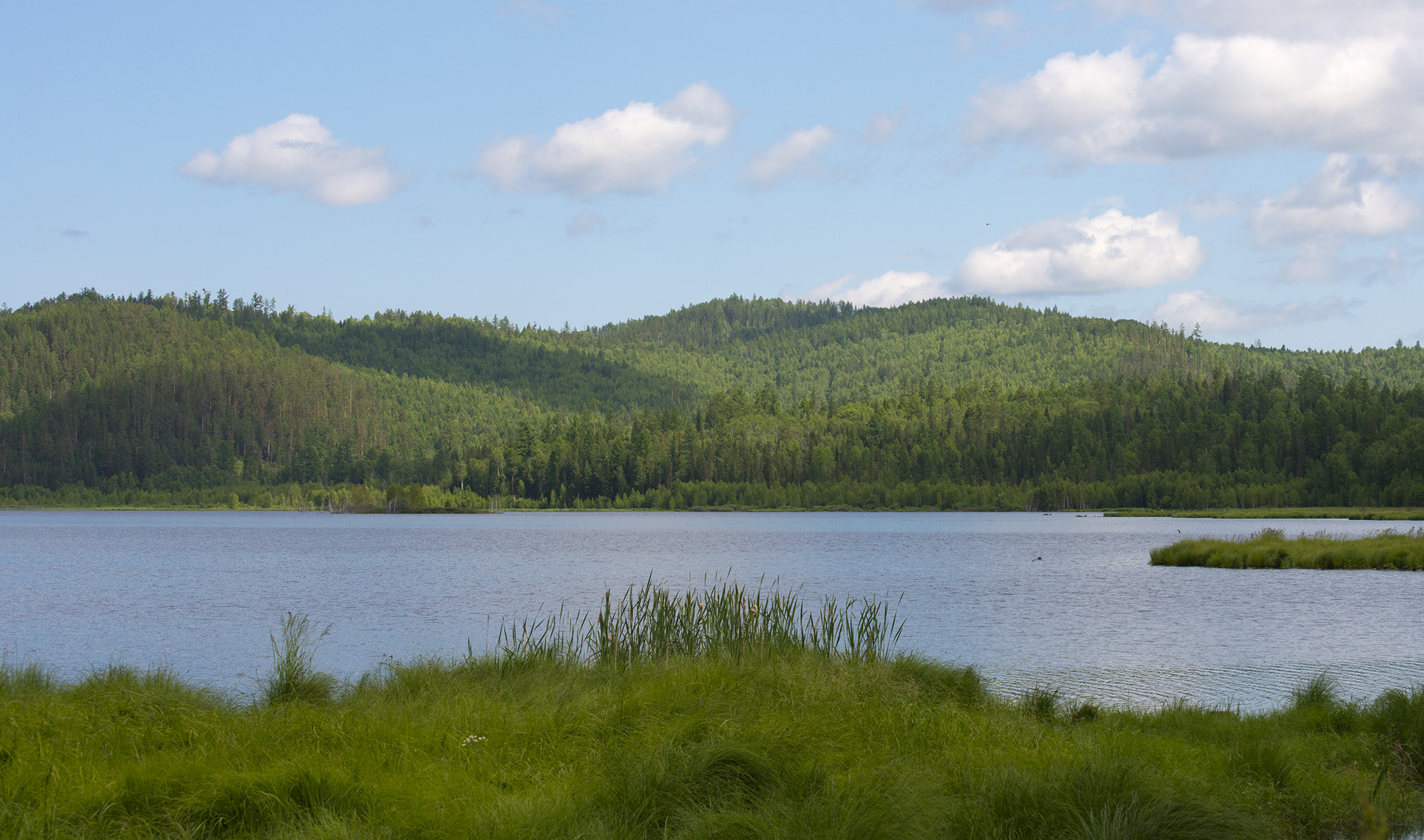
Lac Kolok.
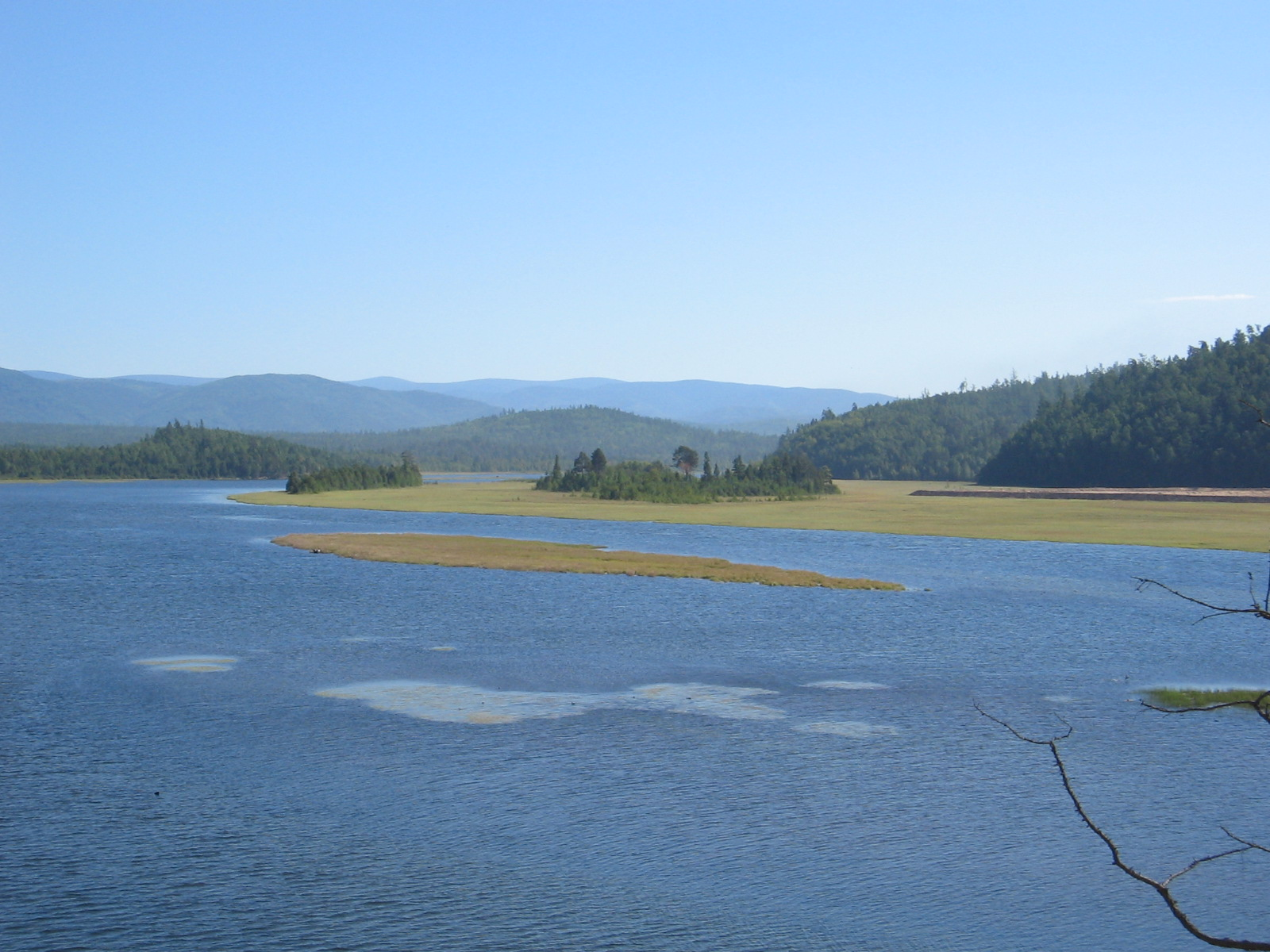
Rivière Tourka.
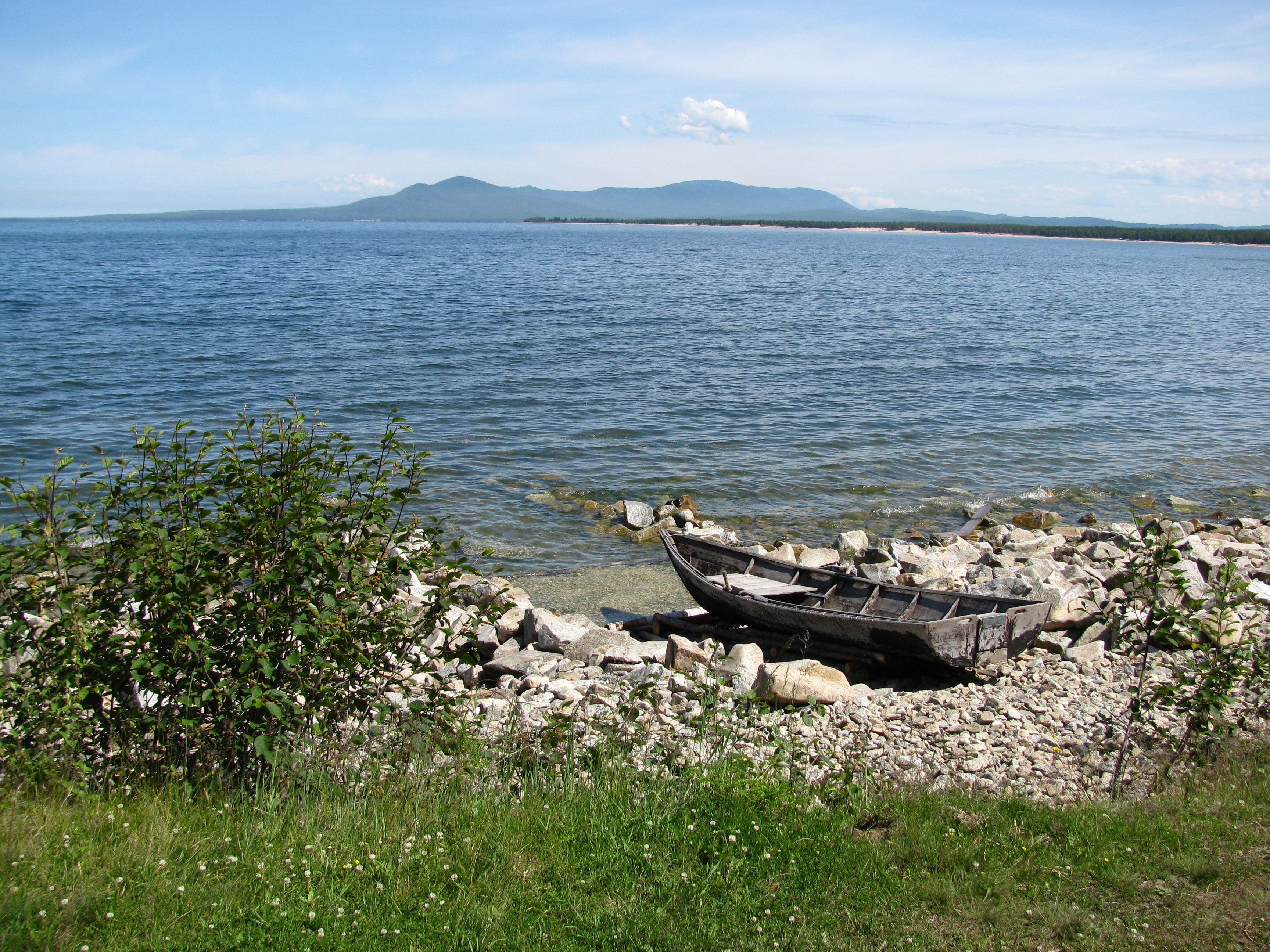
Plage à Goriatchinsk.
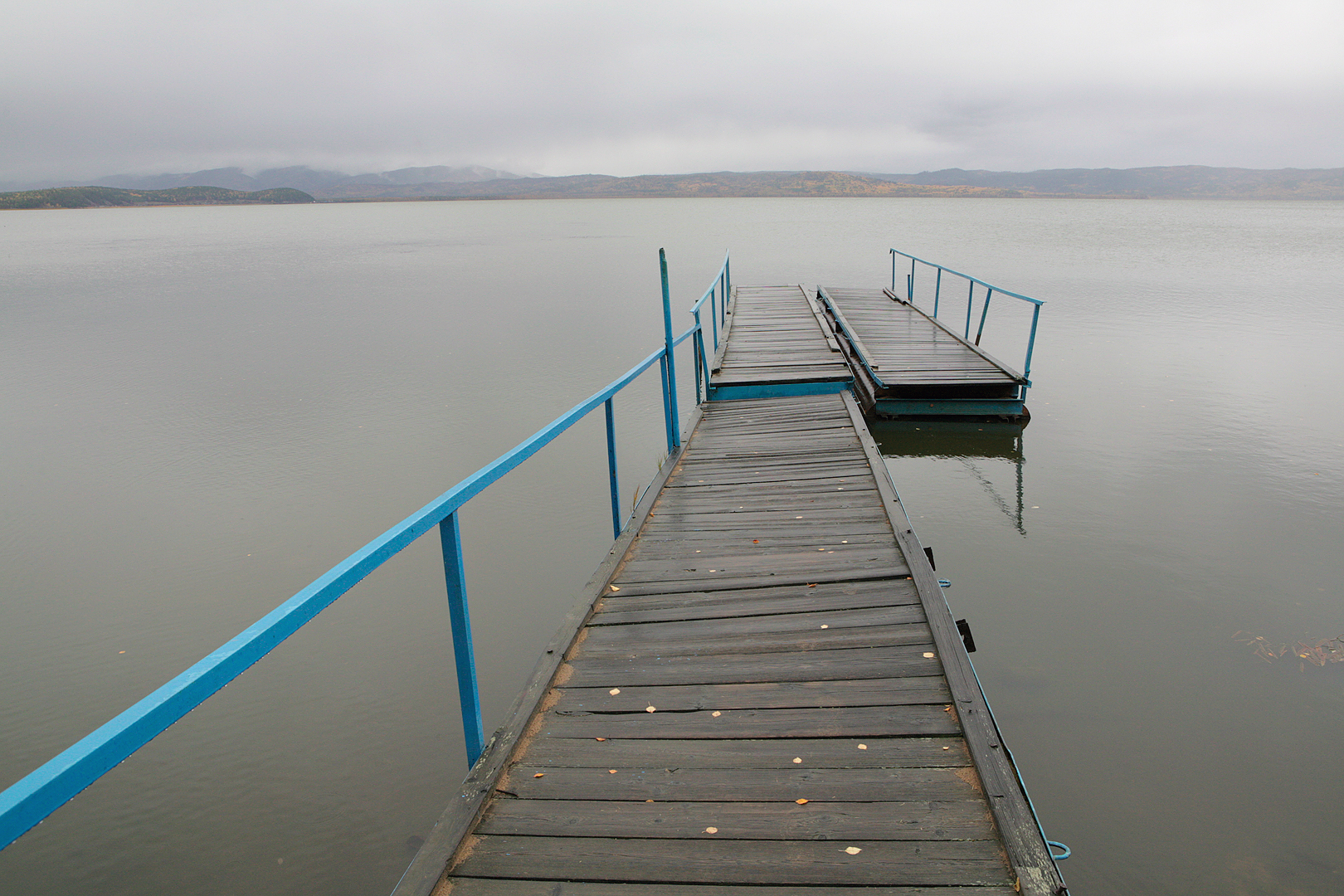
Lac Kotolek.

### Faune et flore
La faune du raïon Baïkalien comprend environ 340 espèces de vertébrés (dont 3 espèces d'amphibiens et 3 de reptiles), 240 espèces d'oiseaux, 52 espèces de poissons, lac Baïkal inclus, ainsi que 43 espèces de mammifères. La faune la plus riche est celle du lac Baïkal, dont près de deux tiers de ses espèces sont endémiques au lac dont les coméphores du Baïkal, l'espèce la plus présente du lac, et surtout comme mammifère le phoque du Baïkal. On trouve aussi l'omoul, la Thymallus arcticus baicalensis (l'ombre noire du Baïkal) et la Thymallus arcticus brevipinnis (l'ombre blanche du Baïkal) mais aussi la lotte, l'esturgeon de Sibérie le taimen, la perche, le carassin ou bien le brochet.

La faune terrestre est typique de la taïga de Sibérie orientale, avec des cerfs élaphes, les porte-musc de Sibérie, des carcajous, tamias de Sibérie, des blaireaux, belettes, écureuils, hermines, renards roux et zibelines. Il y a des ours bruns, et en oiseaux, on recense des garrots à œil d'or, goélands, tétras à bec noir, des sarcelles d'hiver, hérons cendrés, oies et cygnes vivent le long du lac et dans les cours d'eau,,.

Faune du raïon :
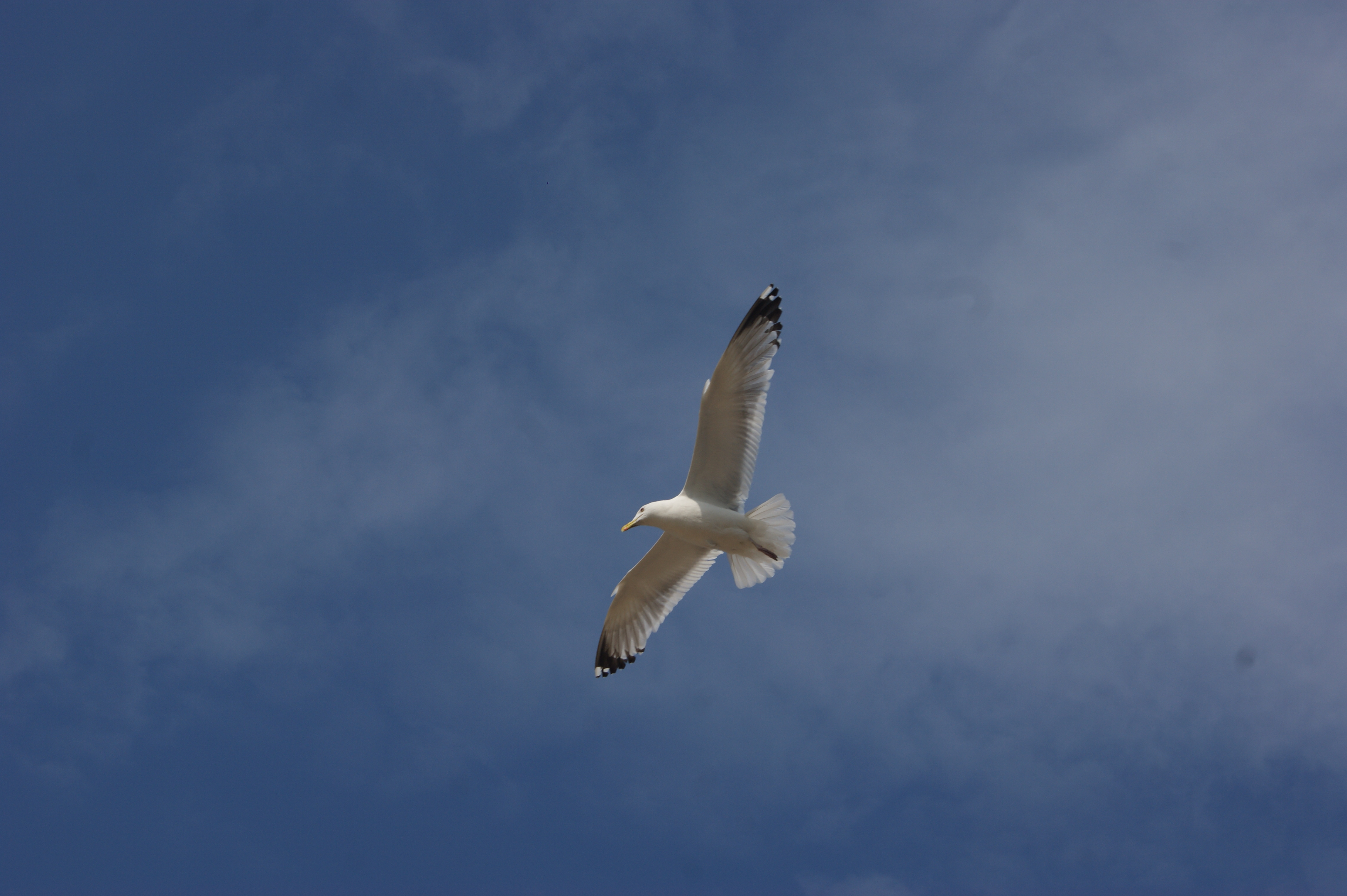
Goéland
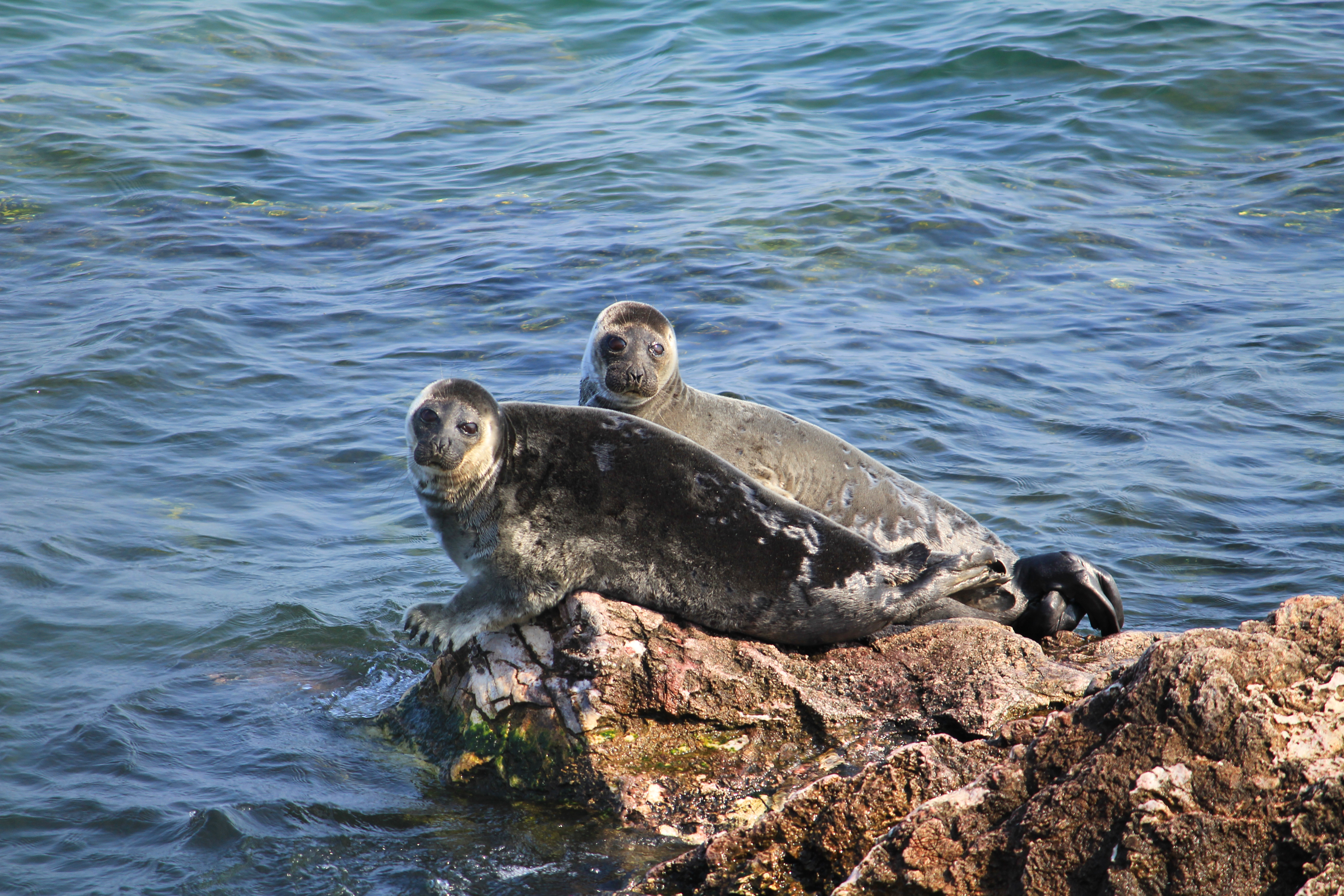
Phoques du Baïkal
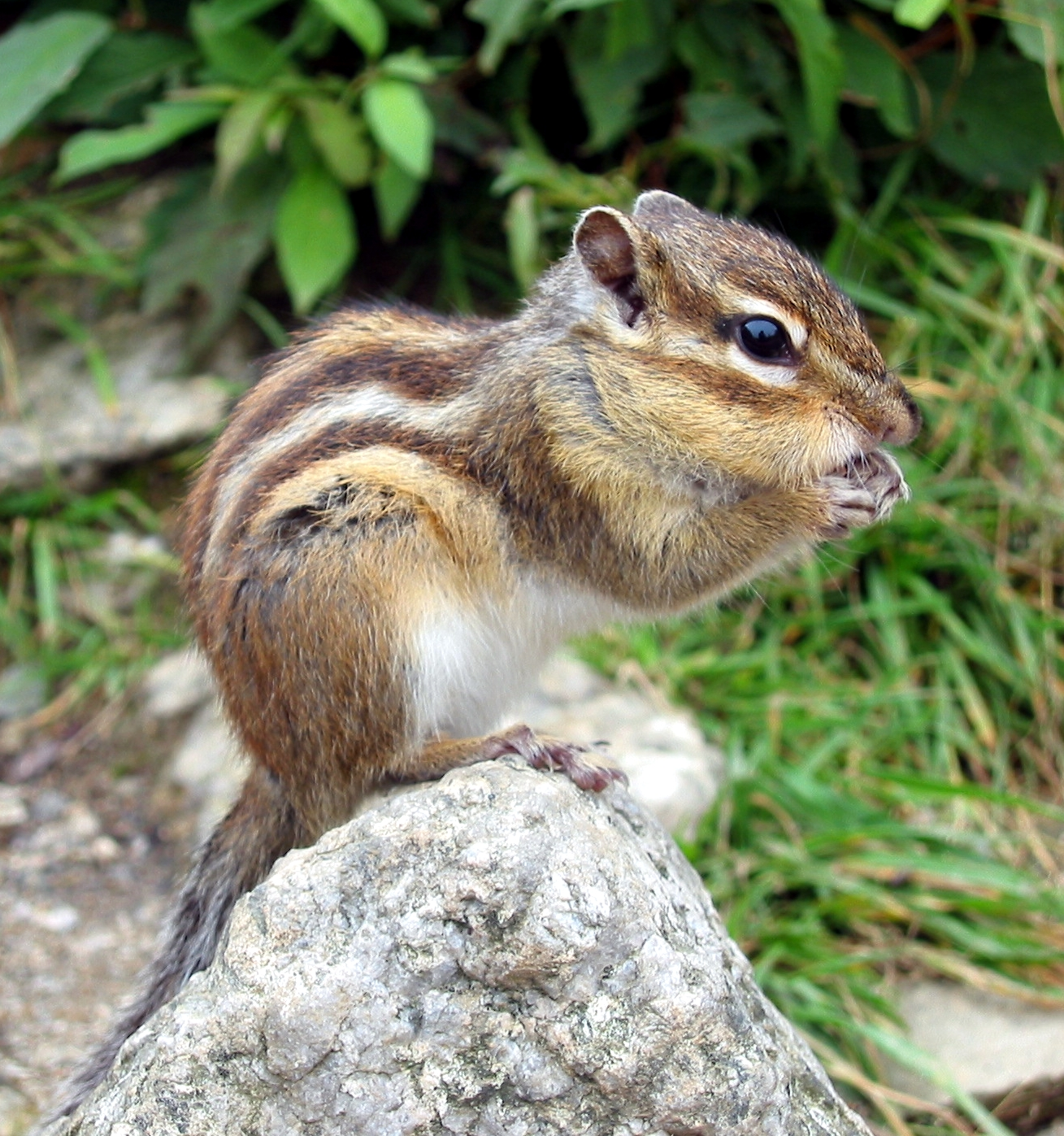
Tamias de Sibérie.
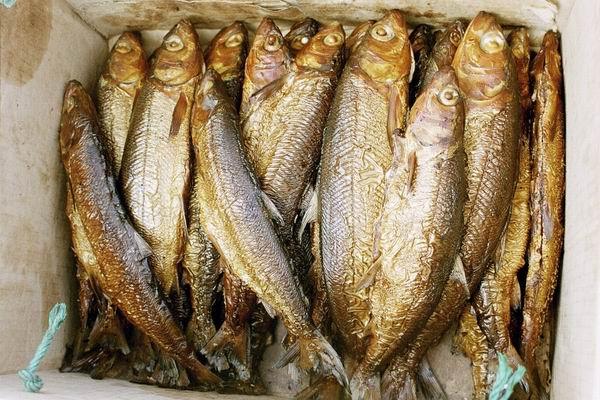
Omoul.

La flore du raïon est typique du Baïkal, avec environ 600 espèces de plantes supérieures, dont 21 espèces endémiques à la région. La taïga, de Sibérie orientale, recouvre près de 75 % de la superficie du raïon, et est composée principalement de mélèzes de Sibérie, de cèdres de Sibérie, de sapins de Sibérie et d'épicéas de Sibérie. In trouve aussi des bouleaux de Sibérie, des aulnes blancs et des trembles, des Mélèze de Dahurie, des Pinus pumila, et des peupliers. En arbustes, on trouve le cerisier des oiseaux, des cerisiers à grappes et des saules.
Plus près du sol, on trouve de nombreux pignons de pin et surtout des espèces produisant des baies, avec des chèvrefeuille bleus, canneberges, fraisiers, framboisiers, des airelles ou groseilliers. Il y a aussi des champignons, comme des cèpes, des Lactarius resimus, des Lactaires délicieux, des Lactaires à toison, des Suillus, des Leccinum quercinum et des russules. Il y a aussi des Empetrum, des romarins, des rhododendrons, des bergenia, des Linnaea et des lichens et mousses. En lichens, on trouve la cladonie étoilée et le lichen des rennes par exemple. En espèce endémique, on peut citer l'Astragalus sericeocanus.

Dans les zones humides se trouvent des graminées, des agrostides, des sétaires, des orges, des pimprenelles et autres. Il y a aussi des tourbières en plaine, avec des carex et des saules marsault, mais aussi des soucis d'eau, persicaires amphibies, renoncules, et des équisétacées. On peut aussi voir des adonis, des iris d'eau japonais, des sabots de Vénus à grandes fleurs ou encore des Trollius asiaticus,,.

Flore du raïon :
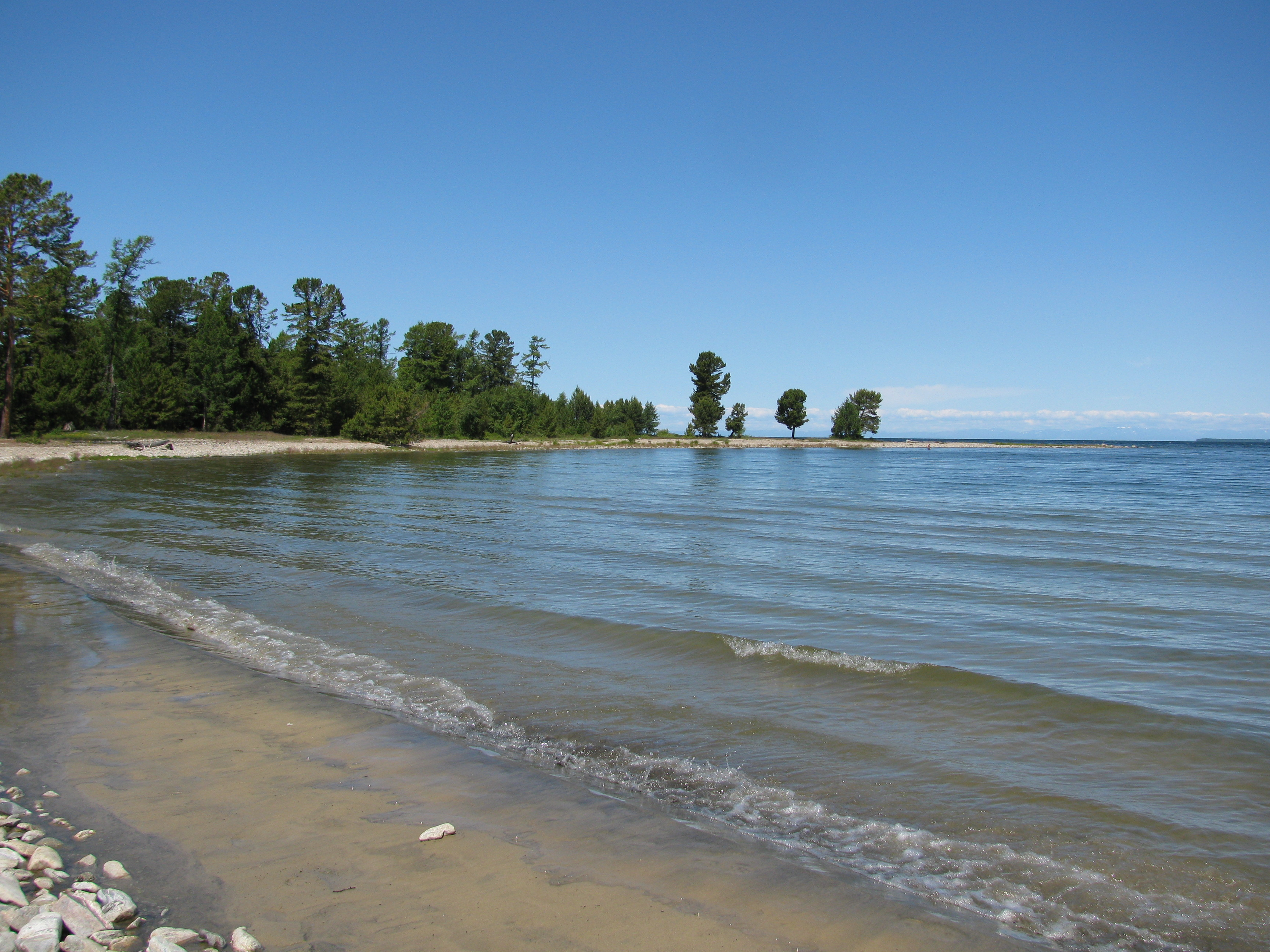
Plage avec plusieurs espèces d'arbres de la taïga.
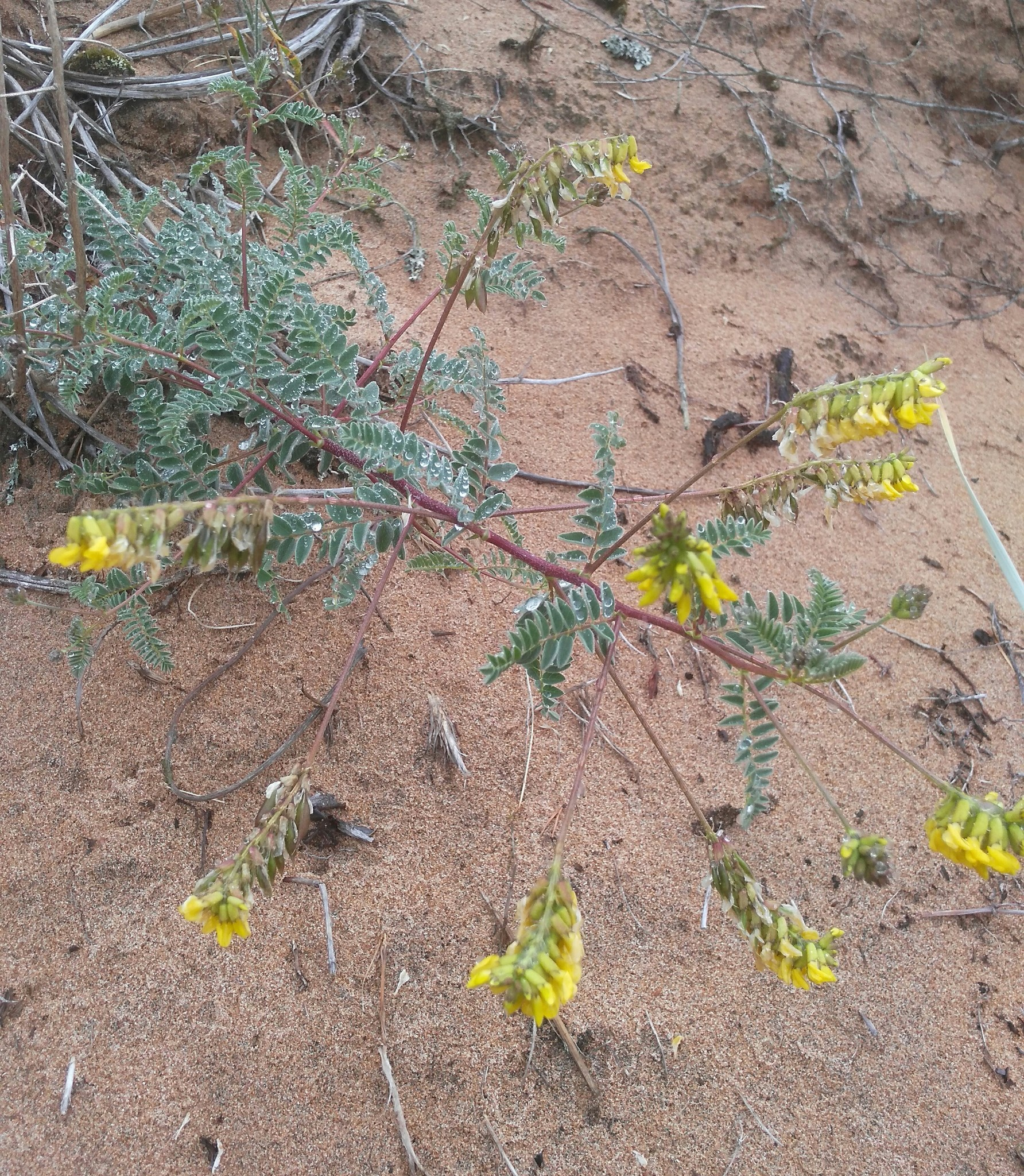
Astragalus sericeocanus

### Climat
Le climat du raïon est fortement continental, et influencé par le Baïkal voisin. Il est rude, avec une température moyenne en hiver de -24,1°C, et de 16,6°C en été, même si la partie littoral est légèrement plus douce. En janvier, l'eau du lac gèle, et les dernières glaces peuvent rester parfois jusqu'en juin. Mais fin août, l'eau peut être de 15 à 20°C.
| Mois                                | jan.  | fév.  | mars  | avril | mai   | juin | jui. | août | sep. | oct. | nov.  | déc.  | année |
| ----------------------------------- | ----- | ----- | ----- | ----- | ----- | ---- | ---- | ---- | ---- | ---- | ----- | ----- | ----- |
| Température minimale moyenne (°C)   | −22,7 | −22,9 | −16,9 | −6,9  | −0,8  | 5    | 9,8  | 9,4  | 3,5  | −3   | −10   | −15,4 | −6,1  |
| Température moyenne (°C)            | −18   | −17,5 | −10,5 | −1,3  | 5,2   | 11   | 15   | 14,4 | 8,3  | 1,3  | −6,1  | −11,7 | −1    |
| Température maximale moyenne (°C)   | −13,4 | −12,1 | −4,9  | 3,9   | 11,2  | 16,9 | 20,1 | 19,3 | 13,3 | 5,8  | −2,6  | −8,4  | 3,9   |
| Record de froid (°C)                | −38   | −42   | −37,8 | −24   | −11,1 | −4   | −2,2 | −2,2 | −7   | −19  | −27,8 | −37,2 | −42   |
| Record de chaleur (°C)              | 3,2   | −6,5  | 19,5  | 20    | 28,3  | 30,7 | 33,6 | 32,5 | 26,3 | 20   | 12,1  | 6     | 336   |
| Ensoleillement (h)                  | 44    | 97    | 182   | 223   | 222   | 264  | 234  | 171  | 129  | 90   | 48    | 23    | 1 727 |
| Précipitations (mm)                 | 20,5  | 10,7  | 14,1  | 22,5  | 23,8  | 41,4 | 77,8 | 69,2 | 40,3 | 24,6 | 35,8  | 48,8  | 429,5 |
| Nombre de jours avec précipitations | 8,5   | 5,2   | 3,8   | 5     | 5,4   | 6,9  | 7,6  | 7,5  | 7,3  | 7    | 10,8  | 13,9  | 89    |

| Diagramme climatique                                  |                |               |             |              |           |             |             |             |           |             |               |
| J                                                     | F              | M             | A           | M            | J         | J           | A           | S           | O         | N           | D             |
| −13,4−22,720,5                                        | −12,1−22,910,7 | −4,9−16,914,1 | 3,9−6,922,5 | 11,2−0,823,8 | 16,9541,4 | 20,19,877,8 | 19,39,469,2 | 13,33,540,3 | 5,8−324,6 | −2,6−1035,8 | −8,4−15,448,8 |
| Moyennes : • Temp. maxi et mini °C • Précipitation mm |                |               |             |              |           |             |             |             |           |             |               |

## Histoire

### Empire russe
Au XVIIIe siècle, par décret du tsar russe, l'ostrog d'Itantsa, l'ostrog d'Ilyinka et le monastère de la Trinité de Selenguinsk, avec comme but de surveiller ces terres. Les cosaques de Sibérie furent ceux qui construisirent ces lieux, et en 1735, les sources thermales de Tourka ont été découvertes.  En 1753, la première source chaude commença à être exploitée, mais ce ne fut qu'en 1810 qu'ouvrit le sanatorium de Goriatchinsk. Le 10 juin 1791 a commencé la construction de l'Église du Sauveur (ru), qui fut achevé en 1818, qui permit au village de devenir un volost.

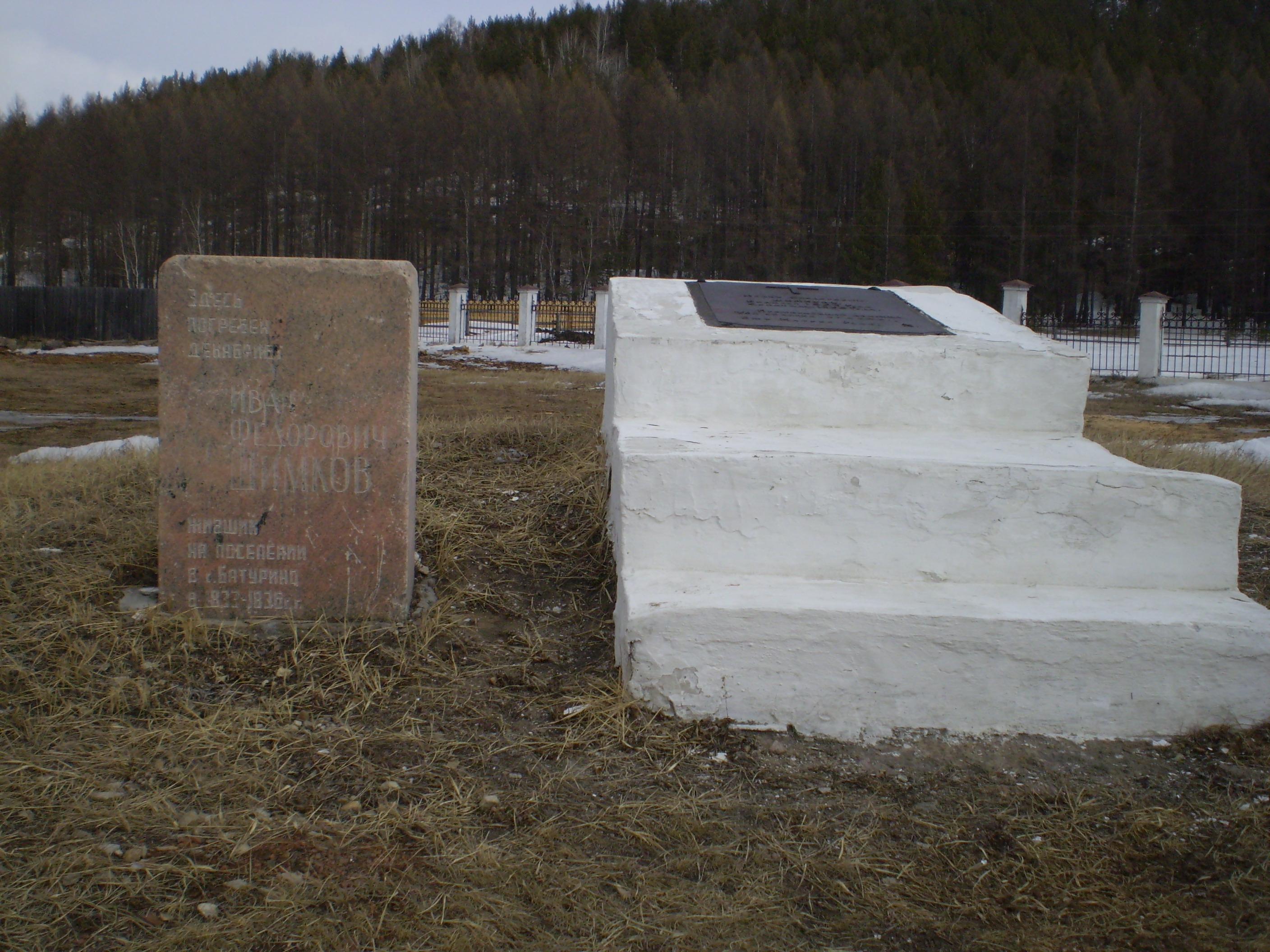
Tombe de Chimkov.

Après l'Insurrection décabriste, de nombreux décembristes furent exilés en Sibérie et condamnés aux travaux forcés, avant de s'établir dans la région, dont Evgueni Obolenski à Tourountaïevo et Ivan Fiodorovitch Chimkov (ru) à Batourino, libéré ce dernier en 1833 avant d'y mourir en 1836.
En juin 1891, Nicolas II, alors prince, visita le monastère de la Trinité de Selenguinsk.
Pendant la dernière décennie du xixe siècle, le sud du raïon actuel vit la construction du transsibérien en longeant la Selenga, permettant de désenclaver partiellement la région.
À cette période, la population, qui était répartie entre les ouïezds de Selenguinsk et de Bargouzine, vivait principalement de l'agriculture. Et sur la route de Bargouzine, de nombreux locaux louaient leurs maisons aux voyageurs se dirigeant vers le sanatorium de Goriatchinsk ou les mines d'or du nord de la république.
L'exil forcé dans la région fut commun tout au long de l'Empire russe. Souvent, les condamnés étaient d'abord envoyés dans les mines d'or d'autres régions (comme à Nertchinsk), puis une fois cette peine dans les mines purgée, l'ancien condamné devait passer 10 ans, sous le contrôle des autorités locales, dans la région, avant qu'il puisse demander la restauration de ses droits. Les exilés en attente partaient alors souvent près du Baïkal, comme à Tourountaïevo, à Batourino et à Goriatchinsk. Mais souvent, ces exilés devenaient des vagabonds et aussi des criminels. Mais pas tous suivirent ce chemin, comme le médecin Pitatelev qui ouvrit des bains à la source thermale d'Ilyinka, tandis qu'un autre nommé Bystritski fit apprendre à lire les enfants du village d'Ilya,.

### Époque soviétique
Le pouvoir soviétique dans la région a été établi pacifiquement. Mais bientôt une guerre civile a commencé, une intervention. La population de la région du Baïkal participe à la lutte des classes : des organisations bolcheviques clandestines, un mouvement partisan se créent, les premières cellules clandestines s'organisent. 
Avec l'établissement du temps de paix, les premières organisations ont commencé à être créées dans la région, l'État a commencé à prêter attention au développement des exploitations paysannes. 
Au moment de la formation du district de Pribaikalsky, il y avait trois entreprises industrielles - l'usine de traverses Selenginsky, officiellement ouverte en 1928; Entreprise de l'industrie du bois du Baïkal, ouverte en 1929, dont la base était le site du contremaître de Sobolikhinsky; Usine de poisson Gremyachinsky, ouverte en 1934. 
Après la fin de la guerre civile, l'État commença à développer la région, avec les premiers kolkhozes et les premières usines, dont celle de poisson à Gremiatchinsk en 1934.
L'aïmag Baïkalien de la république socialiste soviétique autonome bouriate-mongole fut créé par décret du Praesidium du Soviet suprême de la RSFSR du 12 décembre 1940, en prenant des territoires des raïons de Kabansk et de Bargouzine. Le raïon comprenait alors les selsoviets de Goriatchinsk, d'Oust-Bargouzine, de Batourino, de Tourountaïevo, d'Ilyinka et de Tarakanovka.
Pendant la Seconde Guerre mondiale, 4000 habitants du raïon sur les 18 800 d'alors furent enrôlés dans l'Armée, et 1468 ne revinrent pas. Pour ceux restés dans le raïon, ils travaillaient à l'effort de guerre.
Le 1er février 1963, par décret du Praesidium du soviet suprême, l'aïmag a été dissout, avec une partie au sud transférée à celui de Kabansk tandis que dans le reste a été formé l'aïmag industriel Baïkalien. 
Le 2 avril 1963, les selsoviets de Batourino et de Tourountaïevo ont été rajouté au raïon de Kabansk, tandis que le ville de Possolkoïe a été transféré à l'aïmag industriel Baïkalien. 
Le 11 janvier 1965, toujours par décret, l'aïmag Baïkalien a été reformé en liquidant l'aïmag industriel, mais ce nouvel aïmag a perdu les communes urbaines de Vydrino, Selenguinsk, Kamensk et Tankhoï que l'aïmag industriel avait. Cependant, les selsoviets de Batourino et de Tourountaïevo ont été repris par le nouvel aïmag.
Pendant les années 1970, le raïon fut modernisé, avec la construction de routes, commerces, écoles mais aussi des premiers hôtels près du lac.
En octobre 1977, l'aïmag Baïkalien a été renommé en raïon Baïkalien, le nom de subdivision bouriate ayant été remplacé par le nom russe.

## Politique et administration

### Administration
Le raïon possède un soviet des députés, élue tous les 5 ans, et qui élit un chef du raïon.

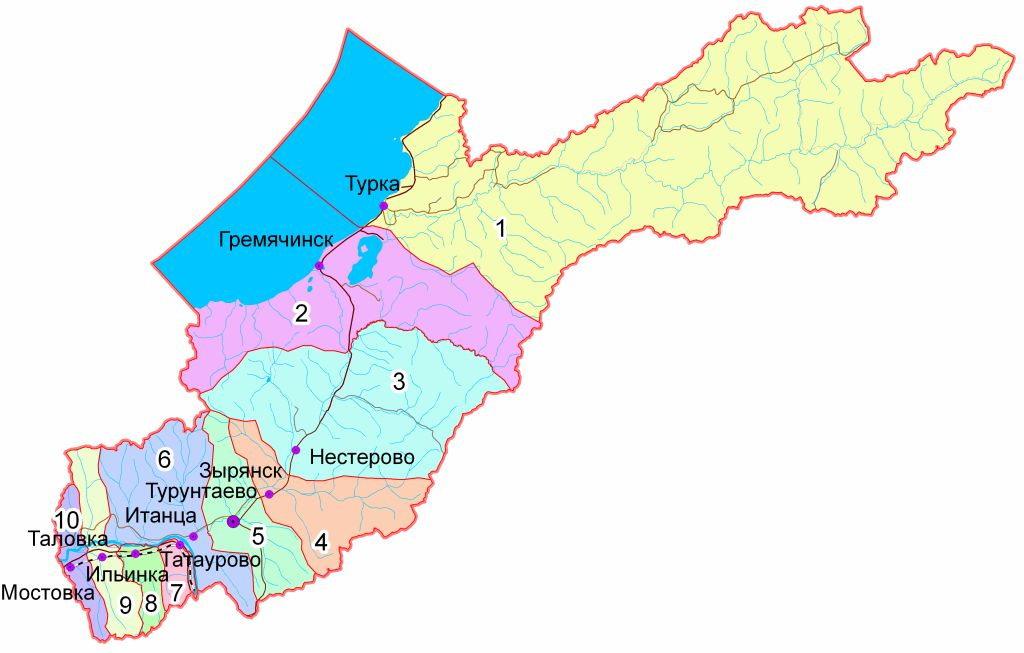
Carte des municipalités avec leurs chefs-lieux.

### Divisions administratives
| N°                    | Municipalités                 | Nom russe             | Code OKTMO            | Population Recensement 2021 | Superficie            | Centre administratif  | Localités             |
| Établissements ruraux | Établissements ruraux         | Établissements ruraux | Établissements ruraux | Établissements ruraux       | Établissements ruraux | Établissements ruraux | Établissements ruraux |
| --------------------- | ----------------------------- | --------------------- | --------------------- | --------------------------- | --------------------- | --------------------- | --------------------- |
| 1                     | Municipalité de Tourka        | Туркинское            | 81642489              | 2293                        | 630,00                | Tourka                | 4                     |
| 2                     | Municipalité de Germiatchinsk | Гремячинское          | 81642422              | 1058                        | 3249.26               | Gremiatchinsk         | 5                     |
| 3                     | Municipalité de Nesterovo     | Нестеровское          | 81642460              | 1252                        | 2044.16               | Nesterovo             | 4                     |
| 4                     | Municipalité de Zyriansk      | Зырянское             | 81642433              | 792                         | 793.63                | Zyriansk              | 3                     |
| 5                     | Municipalité de Tourountaïevo | Турунтаевское         | 81642488              | 6445                        | 6908.00               | Tourountaïevo         | 5                     |
| 6                     | Municipalité d'Itantsa        | Итанцинское           | 81642455              | 2014                        | 979.46                | Koma                  | 7                     |
| 8                     | Municipalité de Talovka       | Таловское             | 81642466              | 2545                        | 387,66                | Talovka               | 3                     |
| 7                     | Municipalité de Tataourovo    | Татауровское          | 81642477              | 2571                        | 127,88                | Tataourovo            | 3                     |
| 9                     | Municipalité d'Ilinka         | Ильинское             | 81642433              | 4299                        | 158,77                | Ilinka                | 2                     |
| 10                    | Municipalité de Mostovka      | Мостовское            | 81642457              | 948                         | 231,75                | Mostovka              | 2                     |

## Démographie
Le raïon est le huitième le plus peuplé de la Bouriatie, mais il reste néanmoins une région dépeuplée, avec seulement 0,02 habitant/ha. Cependant, seul 1% du raïon est habité, où la densité est alors en moyenne de 2,1 habitants par hectare.
Recensements et estimations de la population,
| 1939   | 1959*  | 1970*  | 1979*  | 1989*  | 2002*  | 2010*  | 2011   |
| ------ | ------ | ------ | ------ | ------ | ------ | ------ | ------ |
| 18 800 | 24 200 | 28 000 | 27 800 | 30 100 | 28 205 | 26 856 | 26 780 |

| 2012   | 2013   | 2014   | 2015   | 2016   | 2017   | 2018   | 2019   |
| ------ | ------ | ------ | ------ | ------ | ------ | ------ | ------ |
| 26 904 | 26 935 | 26 840 | 26 890 | 26 847 | 26 756 | 26 693 | 26 488 |

| 2020   | 2021   | 2022   | - | - | - | - | - |
| ------ | ------ | ------ | - | - | - | - | - |
| 26 303 | 24 217 | 25 878 | - | - | - | - | - |

### Composition ethnique
Le raïon Baïkalien est représenté en immense majorité par les Russes avec 94,6% de la population, suivis de 2,8 de Bouriates et de 0,7% d'Ukrainiens. Viennent ensuite à 0,4% les Tatars, puis à 0,2% les Biélorusses et aussi les Arméniens, et les Allemands et Azerbaïdjanais sont les deux à 0,1%. Les autres ethnies représentent le 0,9% restant.

### Localités

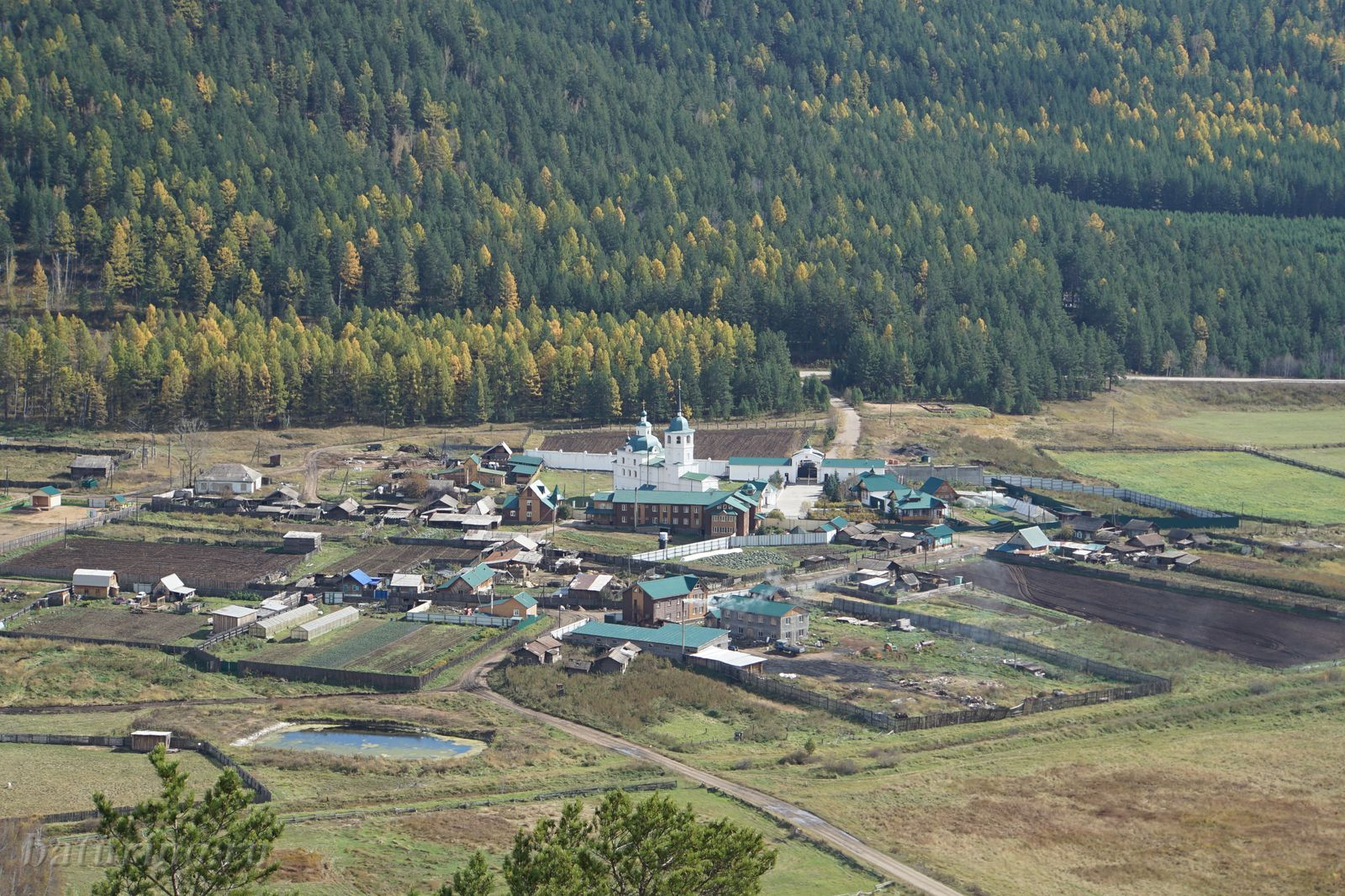
Village de Batourino.

| Liste des localités du raïon            | Liste des localités du raïon | Liste des localités du raïon | Liste des localités du raïon | Liste des localités du raïon  |
| N°                                      | Localités                    | Type                         | Population (2012)            | Municipalité                  |
| --------------------------------------- | ---------------------------- | ---------------------------- | ---------------------------- | ----------------------------- |
| 1                                       | Anguir                       | village                      | 229                          | Municipalité de Zyriansk      |
| 2                                       | Batourino                    | village                      | 45                           | Municipalité de Nesterovo     |
| 3                                       | Bourdoukovo                  | village                      | 50                           | Municipalité d'Itantsa        |
| 4                                       | Bourlé                       | village                      | 43                           | Municipalité de Zyriansk      |
| 5                                       | Goriatchinsk                 | village                      | 967                          | Municipalité de Tourka        |
| 6                                       | Gremiatchinsk                | village                      | 846                          | Municipalité de Gremiatchinsk |
| 7                                       | Gouroulevo                   | village                      | 231                          | Municipalité de Nesterovo     |
| 8                                       | Ielovka                      | village                      | 320                          | Municipalité de Tataourovo    |
| 9                                       | Zassoukhino                  | village                      | 46                           | Municipalité de Tourountaïevo |
| 10                                      | Zolotoï Klioutchi            | village                      | 95                           | Municipalité de Tourka        |
| 11                                      | Zyriansk                     | village                      | 661                          | Municipalité de Zyriansk      |
| 12                                      | Ilinka                       | village                      | 4202                         | Municipalité d'Ilyinka        |
| 13                                      | Irkilik                      | village                      | 535                          | Municipalité de Tourountaïevo |
| 14                                      | Istok                        | village                      | 142                          | Municipalité de Gremiatchinsk |
| 15                                      | Itantsa                      | village                      | 1022                         | Municipalité d'Itantsa        |
| 16                                      | Karymsk                      | village                      | 258                          | Municipalité de Tourountaïevo |
| 17                                      | Kika                         | village                      | 508                          | Municipalité de Nesterovo     |
| 18                                      | Klotchnevo                   | village                      | 12                           | Municipalité d'Itantsa        |
| 19                                      | Koma                         | village                      | 743                          | Municipalité d'Itantsa        |
| 20                                      | Kotokel                      | village                      | 145                          | Municipalité de Gremiatchinsk |
| 21                                      | Lessovozny                   | évitement                    | 97                           | Municipalité d'Iliinka        |
| 22                                      | Listvenitchnoïe              | village                      | 161                          | Municipalité d'Itantsa        |
| 23                                      | Mostovka                     | village                      | 889                          | Municipalité de Mostovka      |
| 24                                      | Nesterovo                    | village                      | 540                          | Municipalité de Nesterovo     |
| 25                                      | Ostrog                       | village                      | 100                          | Municipalité d'Itantsa        |
| 26                                      | Pokrovka                     | village                      | 242                          | Municipalité d'Itantsa        |
| 27                                      | Sobolikha                    | village                      | 186                          | Municipalité de Tourka        |
| 28                                      | Staroïe Tataourovo           | village                      | 992                          | Tataurovskoïe                 |
| 29                                      | Talovka                      | gare-village                 | 1956                         | Municipalité de Talovka       |
| 30                                      | Talovka                      | village                      | 161                          | Municipalité de Mostovka      |
| 31                                      | Tataourovo                   | village                      | 1810                         | Municipalité de Tataourovo    |
| 32                                      | Troitskoïe                   | village                      | 497                          | Municipalité de Talovka       |
| 33                                      | Tourka                       | village                      | 1450                         | Municipalité de Tourka        |
| 34                                      | Tourountaïevo                | village                      | 5628                         | Municipalité de Tourountaïevo |
| 35                                      | Khalzanovo                   | village                      | 120                          | Municipalité de Tourountaïevo |
| 36                                      | Tcheryomoushka               | village                      | 68                           | Municipalité de Gremiatchinsk |
| 37                                      | Iougovo                      | village                      | 428                          | Municipalité de Talovka       |
| 38                                      | Iartsy                       | village                      | 80                           | Municipalité de Gremiatchinsk |
| En gras les chefs-lieux de municipalité |                              |                              |                              |                               |

## Culture et patrimoine
Il y a 38 monuments architecturaux dans la région, dont l'église du Sauveur (ru) à Tourountaïevo, le monastère Stretenski (ru) à Batourino, et l'église Sretenskaïa (ru) aussi à Batourino. De plus, il y a le Monastère de la Sainte-Trinité de Selenguinsk (ru) situé à Troitskoïe et la tombe du décembriste Ivan Fiodorovitch Chimkov (ru) à Batourino.

Édifices religieux du raïon.
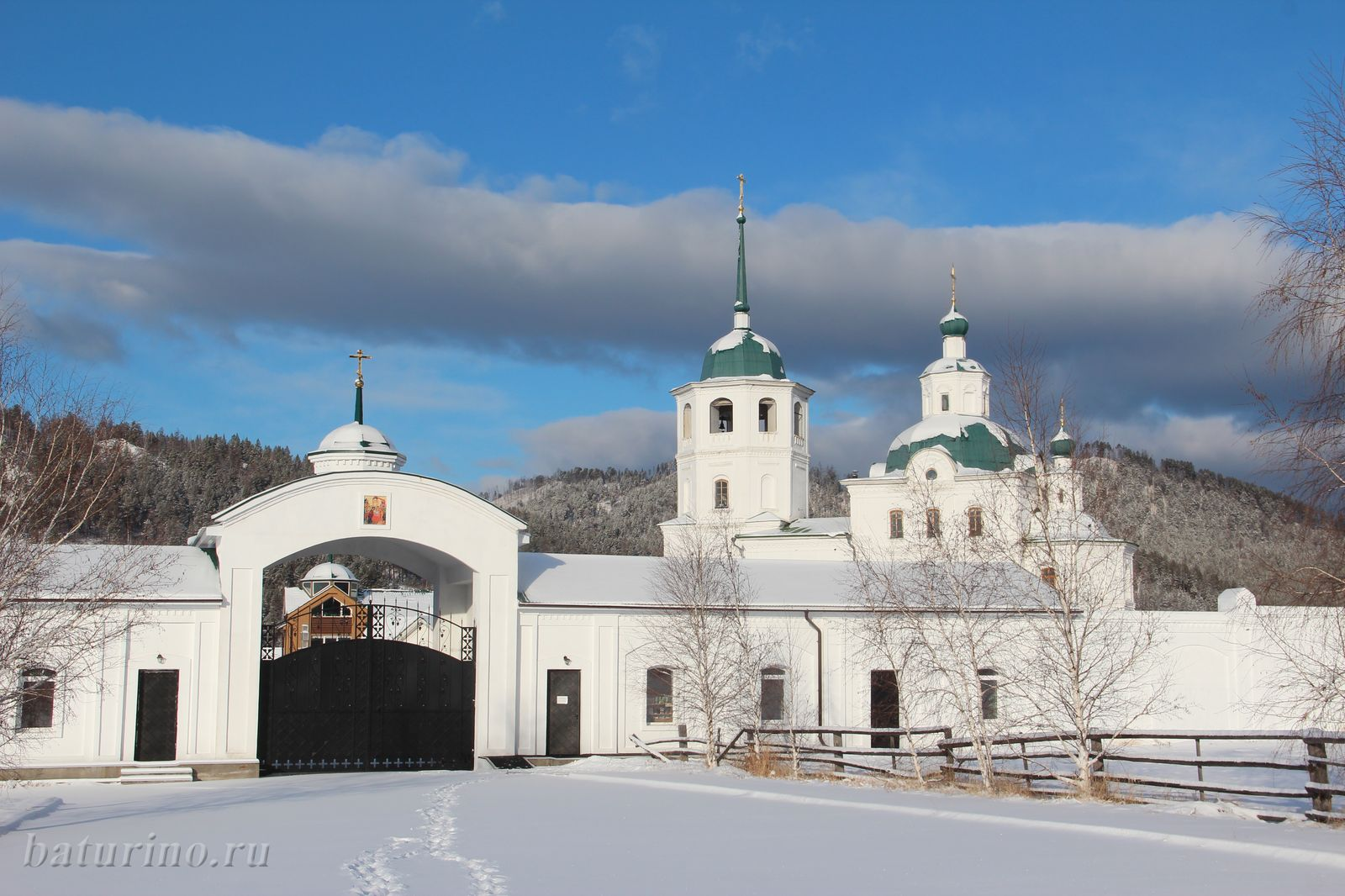
Monastère Sretenski de Batourino.
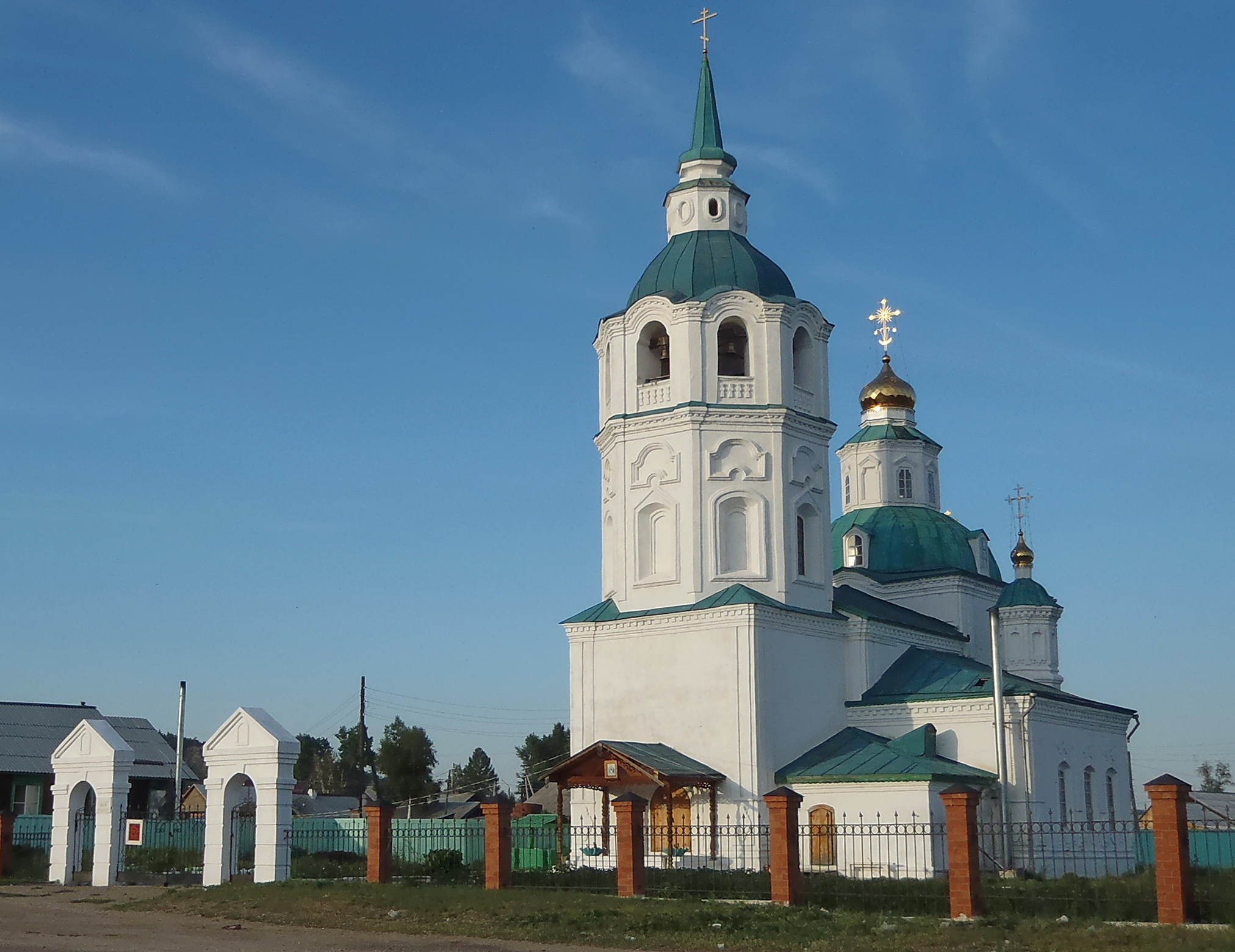
Église de Spassk à Tourountaïevo.
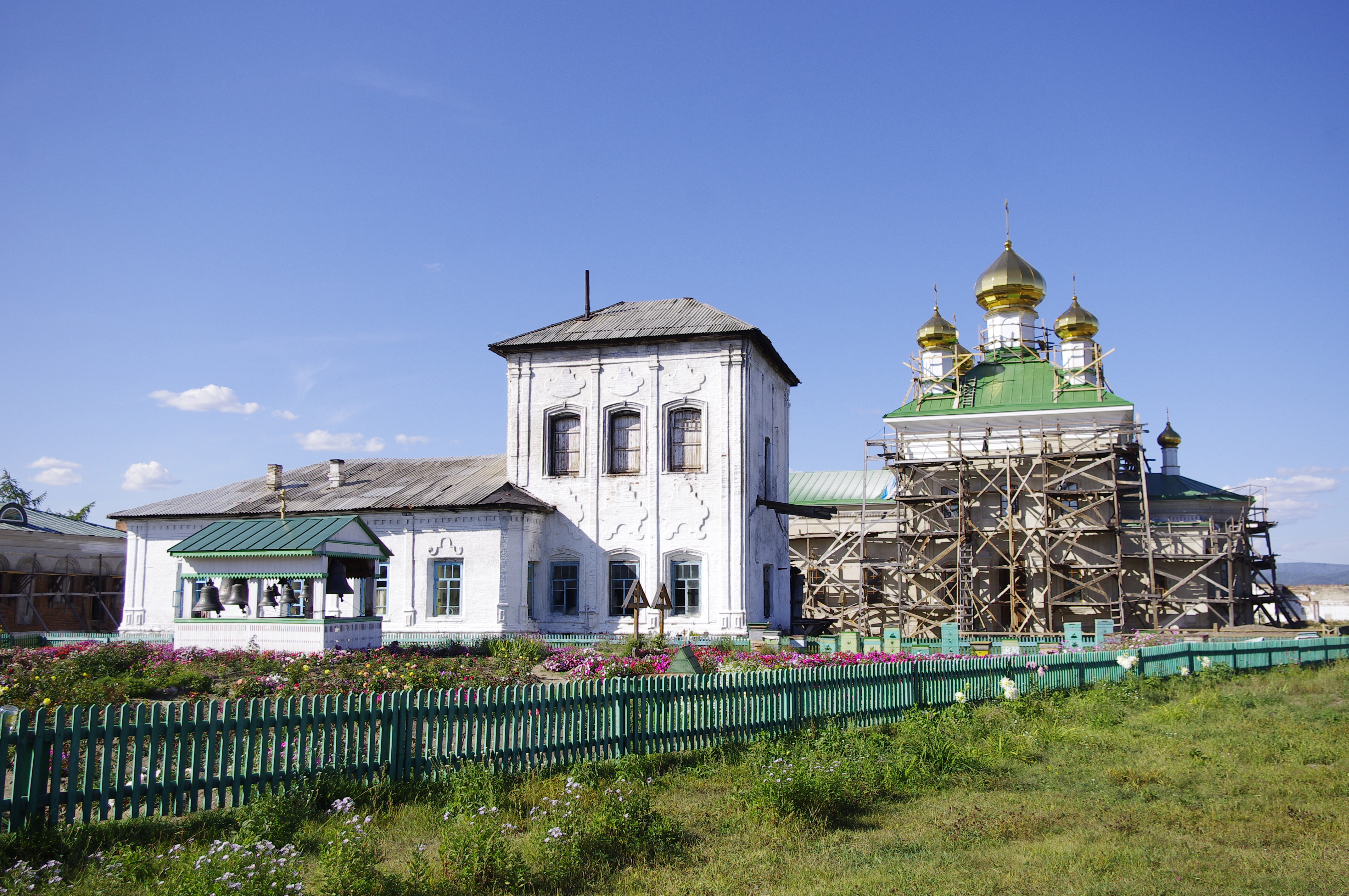
Monastère de Selenguinsk en rénovation.

Parmi les monuments naturels du raïon Baïkalien se trouvent les formations géologiques Zassouchinski et de Klochnevo, le rocher de tortue près de Tourka, la source de Zolotoï Klioutchi, la source Pitatelevski, la source de Goriatchinsk, le lac Kotokel et le lac Kolok.

## Économie

### Généralités
Principaux indicateurs socio-économiques en 2017 :
- Produit intérieur brut : 3266 millions de roubles russes
- PIB/habitant (PPA) : 122 066 roubles
- Taux de pauvreté : 10,8%
- Taux de chômage : 7,1%
- Taux de criminalité pour 100 000 habitants : 3 030
- Volume des investissements : 741,74 millions de roublesBoutique de souvenir à Goriatchinsk.

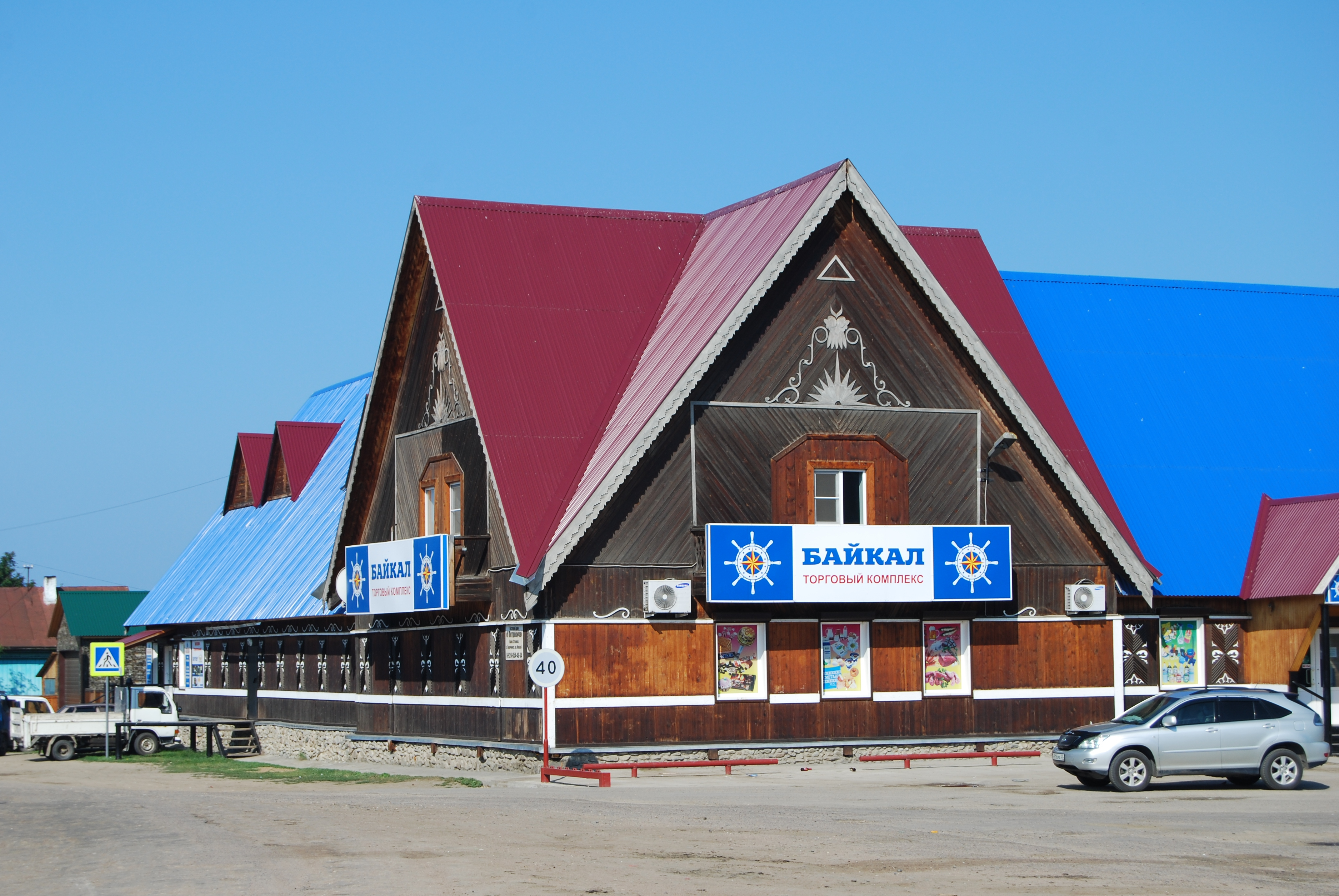
Boutique de souvenir à Goriatchinsk.

- Principale matières première : le bois
- Principales industries : Transformation du bois, agroalimentaire
- Production agricole : viande bovine, cultures fourragères
- Recettes fiscales : 128.3 millions de roubles[16]
- Sylviculture : 40% du PIB
- Commerce : 40% du PIB
- Agroalimentaire : 7% du PIB
- Tourisme : 6 % du PIB
- Secteur minier : 5% du PIB
- Industrie : 2% du PIB[17]

### Secteurs principaux
Le secteur industriel est principalement occupé par la transformation du bois en matériaux de construction depuis les exploitations sylvicoles du raïon. 77% des produits industriels du raïon viennent de ce secteur, est la plus grande entreprise est l'OJSC«  Baikal Forest Company » à Ilyinka. Il y a aussi de la métallurgie, avec le gisement de Tcheremchanski de quartzite. L'agroalimentaire est centré sur la transformation des produits de la pêche et de l'agriculture, surtout à Gremitachinsk et Tourka ainsi que dans la vallée de la Selenga. L'agriculture se trouve principalement dans la vallée de la Selenga, avec des cultures fourragères et céréalières, et l'élevage se concentre sur les bovins pour le lait et la viande.
Les PME et auto-entrepreneurs génèrent 25,25% de l'économie de la région, avec 606 auto-entrepreneurs et 193 PME. Elles produisent 29% des marchandises de la région, et sont principalement tournées vers le commerce et le tourisme, surtout sur les villages côtiers. Le commerce se répartit entre 165 entreprises commerciales et 24 établissements de restauration dans le raïon.
Les investissements se sont accrus ces dernières années, et le volume total de ceux-ci s'élèvent à 4,39 milliards de roubles depuis 2003. Outre les entreprises liées à la sylviculture et à l'agroalimentaire, les transports ont été améliorés afin de désenclaver la région, avec la reconstruction entre 2010 et 2010 de la route Oulan-Oudé - Tourountaïevo - Koroumkan, avec 2 milliards d'investissements à elle seul. Ma fibre optique a été posé jusqu'à Goriatchinsk depuis Oulan-Oudé, via Tourountaïevo et Gremiatchinsk.
Depuis 2010 a commencé la construction de la base touristique Port du Baïkal (Baïkalskaïa Gavan), avec des investissements prévus à hauteur de 6 milliards de roubles. Le développement se situe à Tourka, et la construction d'hôtels se poursuit le long d'une nouvelle plage.

### Transport
Le raïon est traversée par plusieurs axes de transports, répartis entre 42 km de chemins de fer, qui font totalement partie du transsibérien, de 48 km de voies navigables, que sur la Selenga et de 258 km de routes goudronnées. La seule route fédérale et axe le plus important est la R258 Baïkal, longeant la Selenga, avec 48 km dans le raïon. Cette route relie Irkoutsk à Oulan-Oudé, en longeant de Koultouk à Babouchkine le lac Baïkal. Sinon, il y a la route Oulan-Oudé - Tourountaïevo - Koroumkan, d'importance républicaine et longue de 220 km dans le raïon. La route traverse du sud au nord le raïon, en desservant toutes les localités n'étant pas dans le bassin de la Selenga.On trouve aussi la route Ostrog - Pokrovka - Chergino, avec 39 km dans le raïon, celle de Tourountaïevo à Tataourovo, longue de 18 km et quelques routes mineures. 
À Tataourovo se trouve un bac avec une capacité de 75 tonnes, faisant des rotations entre les deux rives de la Selenga. En hiver, une route de glace est mise en place.

Transport dans le raïon.
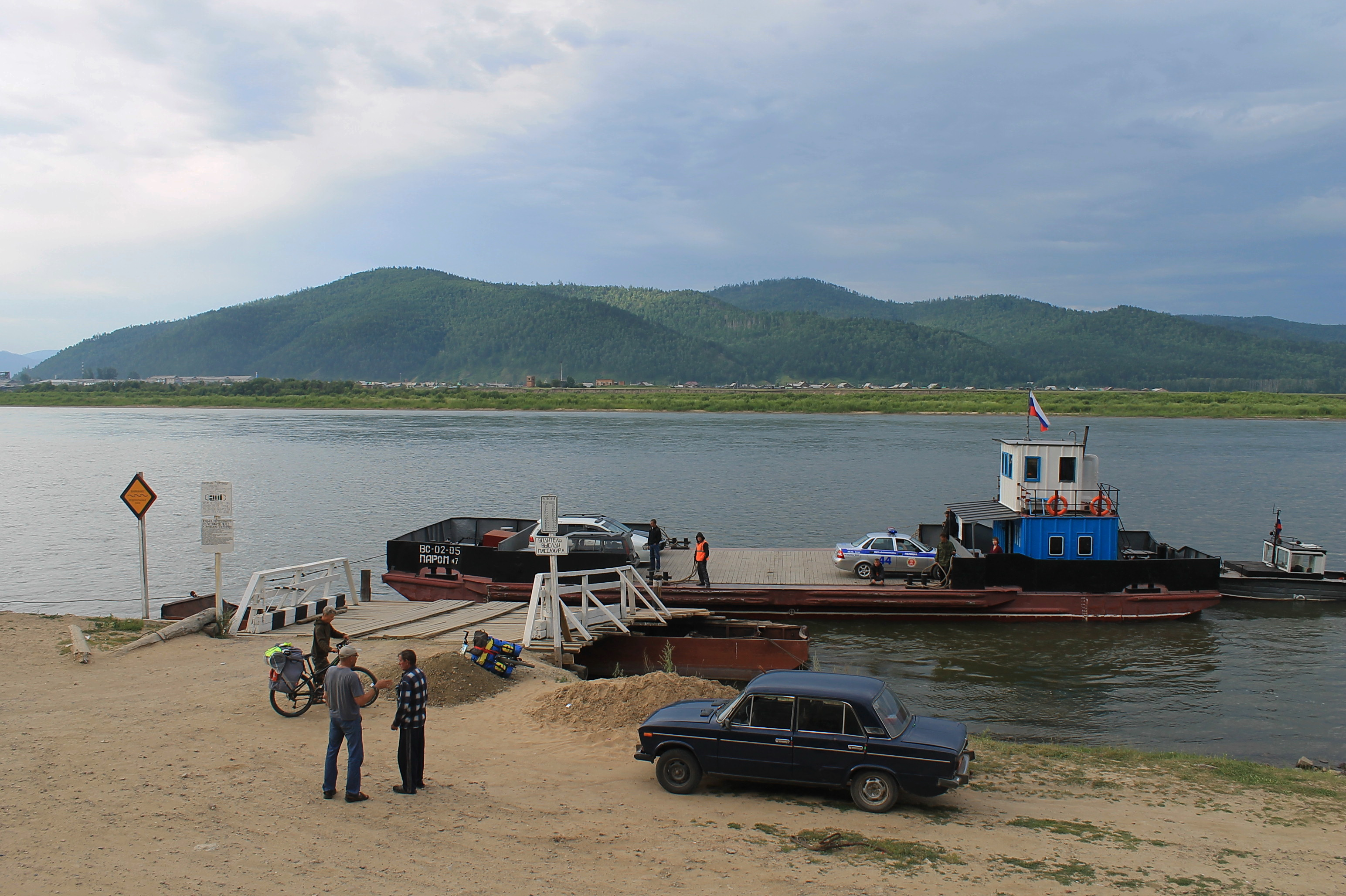
Bac sur la Selenga.
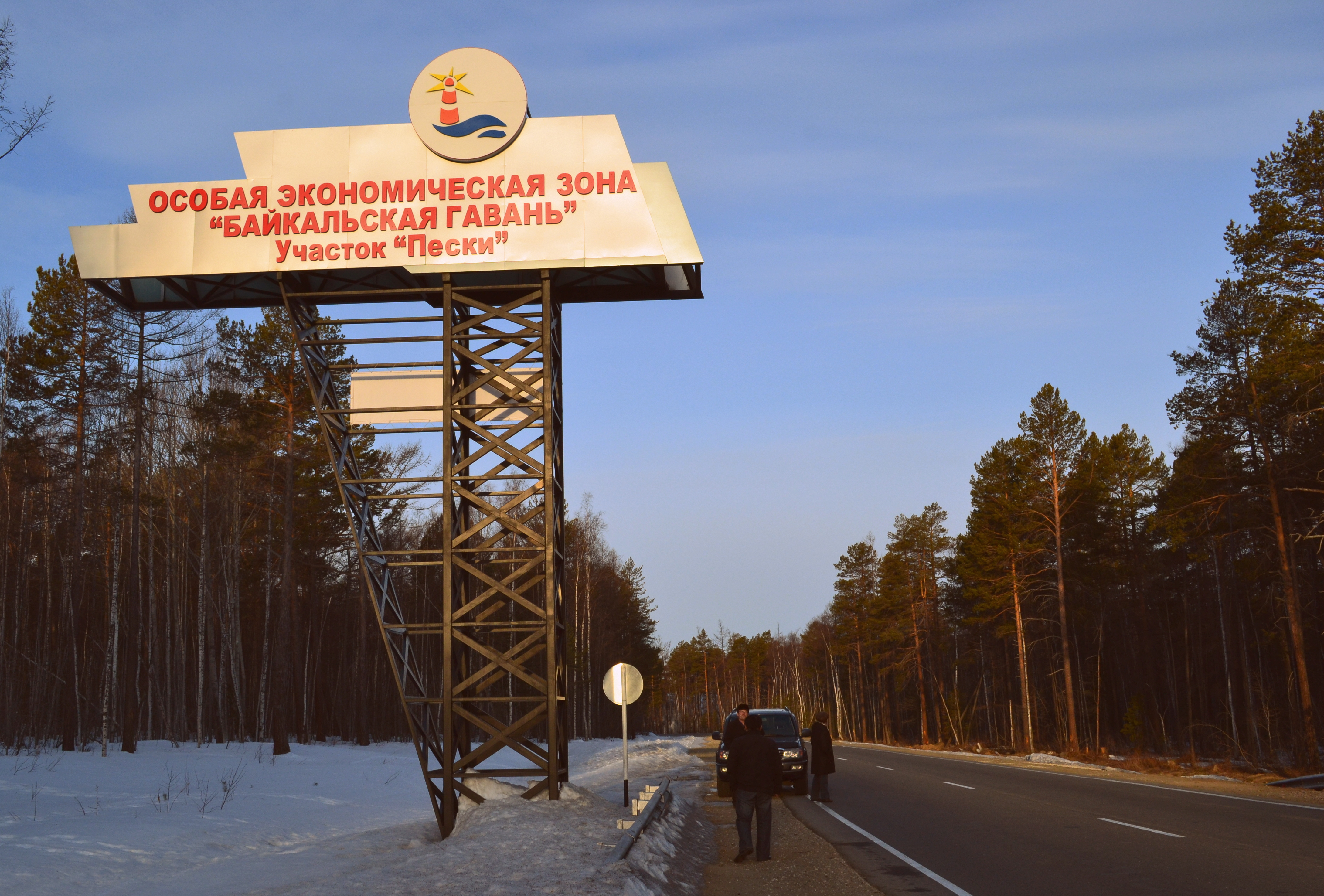
Route de Bargouzine près de Tourka.
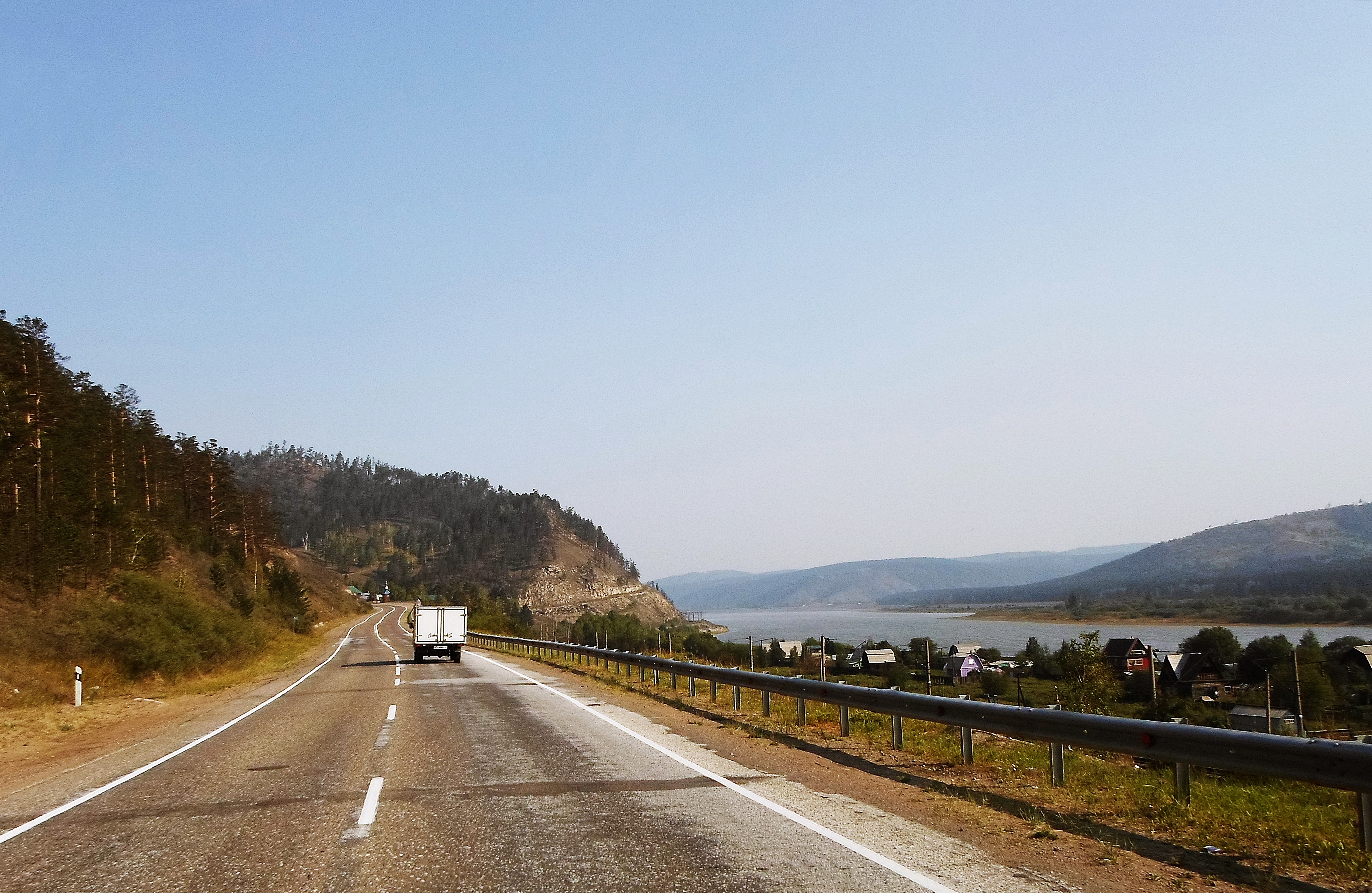
R258 longeant la Selenga.
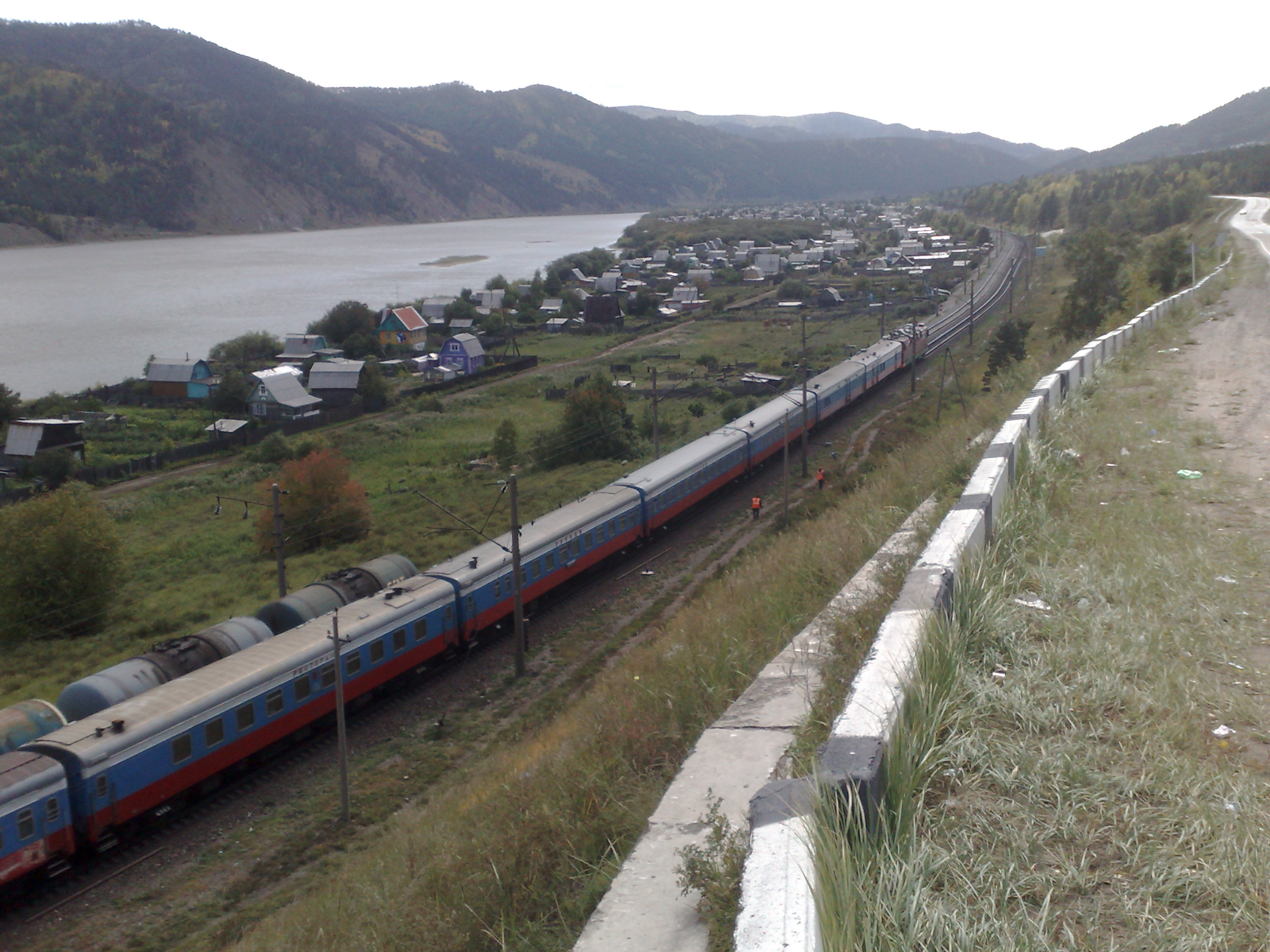
Transsibérien avec la Selenga en arrière-plan.